# Nado sincronizado nos Jogos Pan-Americanos de 2011 - Dueto
A competição de duetos foi um dos eventos do nado sincronizado nos Jogos Pan-Americanos de 2011. Foi disputada em 18 e 20 de outubro no Centro Aquático Scotiabank com dez duplas, cada uma representando um país.

## Calendário
Horário local (UTC-6).
| Data          | Horário | Fase               |
| ------------- | ------- | ------------------ |
| 18 de outubro | 14:00   | Rotina técnica     |
| 20 de outubro | 14:00   | Rotina livre Final |

## Medalhistas
| Ouro   | CAN Elise Marcotte e Marie-Pier Boudreau |
| Prata  | USA Mary Killman e Mariya Koroleva       |
| Bronze | BRA Lara Teixeira e Nayara Figueira      |

## Resultados
| Pos.              | País               | Nadadoras                             | Rotina técnica | Rotina livre | Total   |
| ----------------- | ------------------ | ------------------------------------- | -------------- | ------------ | ------- |
| Medalha de ouro   | CAN Canadá         | Elise Marcotte e Marie-Pier Boudreau  | 94.000         | 94.988       | 188.988 |
| Medalha de prata  | USA Estados Unidos | Mary Killman e Mariya Koroleva        | 90.125         | 89.338       | 179.463 |
| Medalha de bronze | BRA Brasil         | Lara Teixeira e Nayara Figueira       | 88.500         | 88.913       | 177.413 |
| 4                 | MEX México         | Blanca Delgado e Nuria Diosdado       | 87.125         | 86.538       | 173.663 |
| 5                 | COL Colômbia       | Jennifer Cerquera e Estefania Álvarez | 81.000         | 80.350       | 161.350 |
| 6                 | ARG Argentina      | Etel Sánchez e Sofía Sánchez          | 79.375         | 79.238       | 158.613 |
| 7                 | VEN Venezuela      | Rosamaría Ávila e Fredmary Zambrano   | 75.125         | 76.200       | 151.325 |
| 8                 | ARU Aruba          | Nikita Pablo e Anouk Eman             | 73.250         | 73.125       | 146.375 |
| 9                 | CRC Costa Rica     | Violeta Mitinian e Nadezhda Gómez     | 69.875         | 70.638       | 140.513 |
| 10                | URU Uruguai        | Sofía Orihuela e Florencia Rodrigo    | 68.375         | 69.400       | 137.775 |